# Rolf Krohn
Rolf Krohn (* 25. Oktober 1949 in Halle (Saale)) ist ein deutscher Schriftsteller.

## Leben
Nach einer Chemiearbeiterlehre mit Abitur begann Rolf Krohn 1969 ein Physikstudium an der Technischen Universität in Dresden. Im Jahr 1973 wurde Rolf Krohn aus politischen Gründen exmatrikuliert. Er arbeitete danach als Chemiearbeiter, später als Nachtwächter in Halle. Seine schriftstellerische Tätigkeit begann 1975 mit der Veröffentlichung von Erzählungen und Romanen in den Bereichen Science Fiction und historische Literatur. Von 1990 bis 1992 schloss Rolf Krohn sein Studium der Physik an der TU Dresden ab.

## Auszeichnungen
- 2003/2004 Stadtschreiber von Halle (Saale)

## Publikationen
Science Fiction
- 1985 Begegnung im Nebel. Phantastische Erzählungen, Das Neue Berlin, ISBN 3-360-00139-7.
- 1990 Die tötende Sonne. Phantastische Erzählungen, Tribüne Verlag, ISBN 3-7303-0521-2.
- 1995 Auf den anderen Ufern der Nacht. Phantastische Erzählungen, JUCO Verlag, ISBN 3-929752-06-9.
- 2000 Schatten über der Saale. Phantastische Begebenheiten, Heiko Richter Verlag, ISBN 3-929752-06-9.
- 2002 Am Tor der Zeit. Phantastische Erzählungen, Heiko Richter Verlag, ISBN 3-9805826-9-8.
- 2005 Das dunkle Bild der Liebe. Phantastischer Roman, ISBN 978-3-938227-66-4.
- 2010 Die Blitze. Science-Fiction-Erzählung, BunTES Abenteuer 1/2010, Verlag TES, Erfurt
- 2013 Bunte Lichter. Science-Fiction-Erzählungen, ISBN 978-3-932655-45-6, Edition TES im Ulenspiegel-Verlag Waltershausen/Erfurt
- 2018 29 Sternschnuppen. Science-Fiction-Erzählungen, ISBN 978-3-945713-58-7, Edition Solar-X[1]
- 2019 Der Stern von Granada. Alternativweltroman, mit einem Nachwort von Gerd Bedszent, ISBN 978-3-932655-51-7, Edition TES im Ulenspiegel-Verlag Waltershausen/Erfurt

Geschichte
- 1978 Das Grab der Legionen. Historischer Roman, Verlag Neues Leben. (Spannend erzählt, Bd. 153, mit Illustrationen von Werner Ruhner)
- 1983 Das Labyrinth von Kalliste, historischer Kriminalroman, Verlag Neues Leben (Spannend erzählt, Bd. 178, mit Illustrationen von Werner Ruhner)
- 1989 Hannibals Rache, Erzählung, Verlag Neues Leben, ISBN 3-355-00922-9.
- 2005 Vier Säcke Silber. Historischer Kriminalroman, Edition Solar-X & T.E.S, ISBN 3-00-016285-2.
- 2006 Tod auf tausend Hufen. Erzählungen aus alten Zeiten, ISBN 3-89812-324-3.
- 2007 Mord für die Macht, historischer Kriminalroman, ISBN 978-3-00-022952-7.
- 2016 Sherlock Holmes und die Farben des Verbrechens, historische Kriminalerzählungen, Blitz-Verlag Köln